# Saadabadský pakt
Saadabadský pakt je smlouva podepsaná ministry zahraničních věcí Turecka, Íránu, Iráku a Afghánistánu dne 8. července 1937 v saadabadském paláci v Teheránu. Účastníci dohody vzájemně uznali a garantovali státní hranice, odmítli se vměšovat do vnitřních záležitostí ostatních signatářů a zavázali se napříště spolupracovat v koordinaci svých zahraničních politik.
Saadabadský pakt přestal reálně existovat s příchodem druhé světové války.